# École pratique des hautes études
École pratique des hautes études (EPHE) – francuska szkoła wyższa utworzona w 1868 r. w Paryżu dekretem ministra edukacji publicznej Victora Duruy.
EPHE to instytucja, której misją jest przygotowanie poprzez praktykę do pracy badawczej w dziedzinie naukowych badań podstawowych oraz stosowanych. W 2005 r. liczyła ona ok. 240 badaczy-nauczycieli i 3200 studentów i słuchaczy (ok. 30% to studenci zagraniczni). Zajęcia w tej szkole są dostępne również dla wolnych słuchaczy. Szkoła nadaje własne dyplomy oraz tytuły magistra i doktora w trzech sekcjach: Nauki przyrodnicze, Nauki historyczne i filologie oraz Nauki religijne.
W 1975 sekcja Nauk Społecznych została przekształcona w samodzielną École des hautes études en sciences sociales.